# Leitė
Leitė (německy Leithe) je řeka na západě Litvy, v okrese Šilutė, zčásti (dolní tok) na území Regionálního parku Němenské delty, pravý přítok ramene říční delty řeky Němenu Rusnė, vlévá se 17 km od jejího ústí.

## Průběh toku
Pramení v katastru obce Atleičiai, 3 km severovýchodně od městysu Usėnai. Teče na zpočátku na jih a brzy (u vsi Reizgiai) se stáčí směrem západním, teče přes les jménem Kavolių miškas, u vsi Leitgiriai tvoří říční ostrov, hned na to protéká rybníkem, ze kterého se odštěpuje vedlejší rameno, které se navrací zpět až u vsi Sausgalviai. Vlévá se do Rusnė 17 km od jejího ústí u říčního ostrova jménem Ragininkų sala (na rameni Rusnė). Šířka koryta je 7 – 12 m, hloubka 0,3-1,5 m, průměrný spád je 63 cm/km, rychlost proudu je 0,1 m/s.

## Leitė na mapě
| DELTA NĚMENU Atmata Atšakėlė Aukštumala Aukštumalos protaka Bevardis Bevardė Briedžių Dumblė Kadaginis Kiemo Kniaupas Krokų Lanka Kubilių Kurský záliv Leitė Minija Naikupė Pakalnė Palankys Záliv Prūsinė Purvalankis Ragininkų Rindos šaka Záliv Rindutė Rusnaitė Rusnė (Němen) Rusnė Senoji Skirvytė Skatulė Skirvytė (Severnaja) Šakutė Záliv Šilinė Šventos Elenos Šyša Šyškrantė Tiesioji Trušių Ulmas Uostadvaris Duobelė Upaitis Vidujinė Vikis Vilkinė Vilkinės Vito Vorusnė Voryčia Vytinė Vytinės Uostas Zingelinė |

## Přítoky
Do řeky přitéká velké množství bezejmenných potoků a jen 7 přítoků je zaregistrováno v Seznamu litevských řek.
- levé:
  - L-1 (vtéká do Leitė – 3,5 km od jejího ústí), L-3 (7,0 km)
- pravé:
  - L-2 (3,5 km), L-4 (11,6 km), Leitalė (12,8 km), L-6 (14,1 km), L-8 (20,0 km)

## Obce při řece
Atleičiai, Usėnai, Žemaitkiemis, Leitgiriai, Paleičiai (hlavní rameno), Kūlynai, Sausgalviai (ostrov), Kanteriškiai, Užliekniai (vedlejší rameno). Řeku překlenují 4 železobetonové mosty.

## Využití řeky
Dolní tok řeky je oblíbený mezi rybáři, zde je možno ulovit veliké štiky, okouny, perlíny a jiné. Mimoto, až do roku 1945 až do Sausgalviů byla řeka využívána pro lodní dopravu. V povodí Leity jsou poldery, z nich vodu do řeky přečerpávají přečerpávací stanice u Leitgiriů a Sausgalviů.